# Internet profunda
Internet profunda (del inglés, deep web), internet invisible o internet oculta es el contenido de internet que no está indexado por los motores de búsqueda convencionales, debido a diversos factores. El término se atribuye al informático Mike Bergman.

## Orígenes
La principal causa de la existencia de la internet profunda es la imposibilidad de los motores de búsqueda (ejemplo: Google, Yahoo y Bing, y otros) de encontrar o indexar gran parte de la información existente en Internet. Si los buscadores tuvieran la capacidad para acceder a toda la información entonces la magnitud de la «internet profunda» se reduciría casi en su totalidad. No obstante, aunque los motores de búsqueda pudieran indexar la información de la internet profunda esto no significaría que esta dejara de existir, ya que siempre existirán las páginas privadas. Los motores de búsqueda no pueden acceder a la información de estas páginas y solo determinados usuarios, aquellos con contraseñas o códigos especiales, pueden hacerlo.
Los motivos por los que los motores de búsqueda no pueden indexar algunas páginas pueden ser:
- Documentos o información oculta: Archivos PDF que no se encuentran en las páginas indexadas, listas de datos no públicas (sobre todo los ciber-criminales).
- Web contextual: páginas cuyo contenido varía dependiendo del contexto (por ejemplo, la dirección IP del cliente, de las visitas anteriores, etcétera).
- Contenido dinámico: páginas dinámicas obtenidas como respuesta a parámetros, por ejemplo, datos enviados a través de un formulario.
- Contenido de acceso restringido: páginas protegidas con contraseña, contenido protegido por un Captcha, etc.
- Contenido no HTML: contenido textual en archivos multimedia, otras extensiones como exe, rar, zip, etc.
- Software: Contenido oculto intencionadamente, que requiere un programa o protocolo específico para poder acceder (ejemplos: Tor, I2P, Freenet)
- Páginas no enlazadas: páginas de cuya existencia no tienen referencia los buscadores; por ejemplo, páginas que no tienen enlaces desde otras páginas

En la Deep Web pueden establecerse contactos que no son monitoreados, nadie está allí observando. Nada que se haga en esta zona puede ser asociado con la identidad de uno, a menos que uno lo desee. Además las transferencias tanto de mercancía como de pagos son prácticamente imposibles de rastrear.    
La internet profunda no es una región prohibida o mística de internet ni la tecnología relacionada con ella es necesariamente conspirativa, peligrosa o ilegal. En ella se alberga todo tipo de recursos a los que es difícil de acceder mediante métodos comunes como los motores de búsqueda populares. Una parte de la «internet profunda» consiste en redes internas de instituciones científicas y académicas que forman la denominada Academic Invisible Web: («Internet académica invisible»), la cual se refiere a las bases de datos que contienen avances tecnológicos, publicaciones científicas y material académico en general a los cuales no se pueden acceder fácilmente.

## Denominación
Bergman, en un artículo semanal sobre la Web profunda publicado en el Journal of Electronic Publishing, mencionó que Jill Ellsworth utilizó el término «Web invisible» en 1994 para referirse a los sitios web que no están registrados por ningún motor de búsqueda.
En su artículo, Bergman citó la entrevista que Frank García hizo a Ellsworth en 1996: 

Sería un sitio que, posiblemente, esté diseñado razonablemente, pero no se molestaron en registrarlo en alguno de los motores de búsqueda. ¡Por lo tanto, nadie puede encontrarlos! Estás oculto. Yo llamo a esto la Web invisible.

Otro uso temprano del término Web Invisible o web profunda fue por Bruce Monte y Mateo B. Koll de Personal Library Software, en una descripción de la herramienta @ 1 de web profunda, en un comunicado de prensa de diciembre de 1996.
La importancia potencial de las bases de datos de búsqueda también se reflejó en el primer sitio de búsqueda dedicado a ellos, el motor AT1 que se anunció a bombo y platillo a principios de 1997. Sin embargo, PLS, propietario de AT1, fue adquirida por AOL en 1998, y poco después el servicio AT1 fue abandonado.
El primer uso del término específico de web profunda, ahora generalmente aceptada, ocurrió en el estudio de Bergman de 2001 mencionado anteriormente.
Por otra parte, el término web invisible se dice que es inexacto porque:
- Muchos usuarios asumen que la única forma de acceder a la web es consultando un buscador.
- Alguna información puede ser encontrada más fácilmente que otra, pero esto no quiere decir que esté invisible.
- La web contiene información de diversos tipos que es almacenada y recuperada en diferentes formas.
- El contenido indexado por los buscadores de la web es almacenado también en bases de datos y disponible solamente a través de las peticiones o consultas del usuario, por tanto no es correcto decir que la información almacenada en bases de datos es invisible.[11][12]

## Magnitud

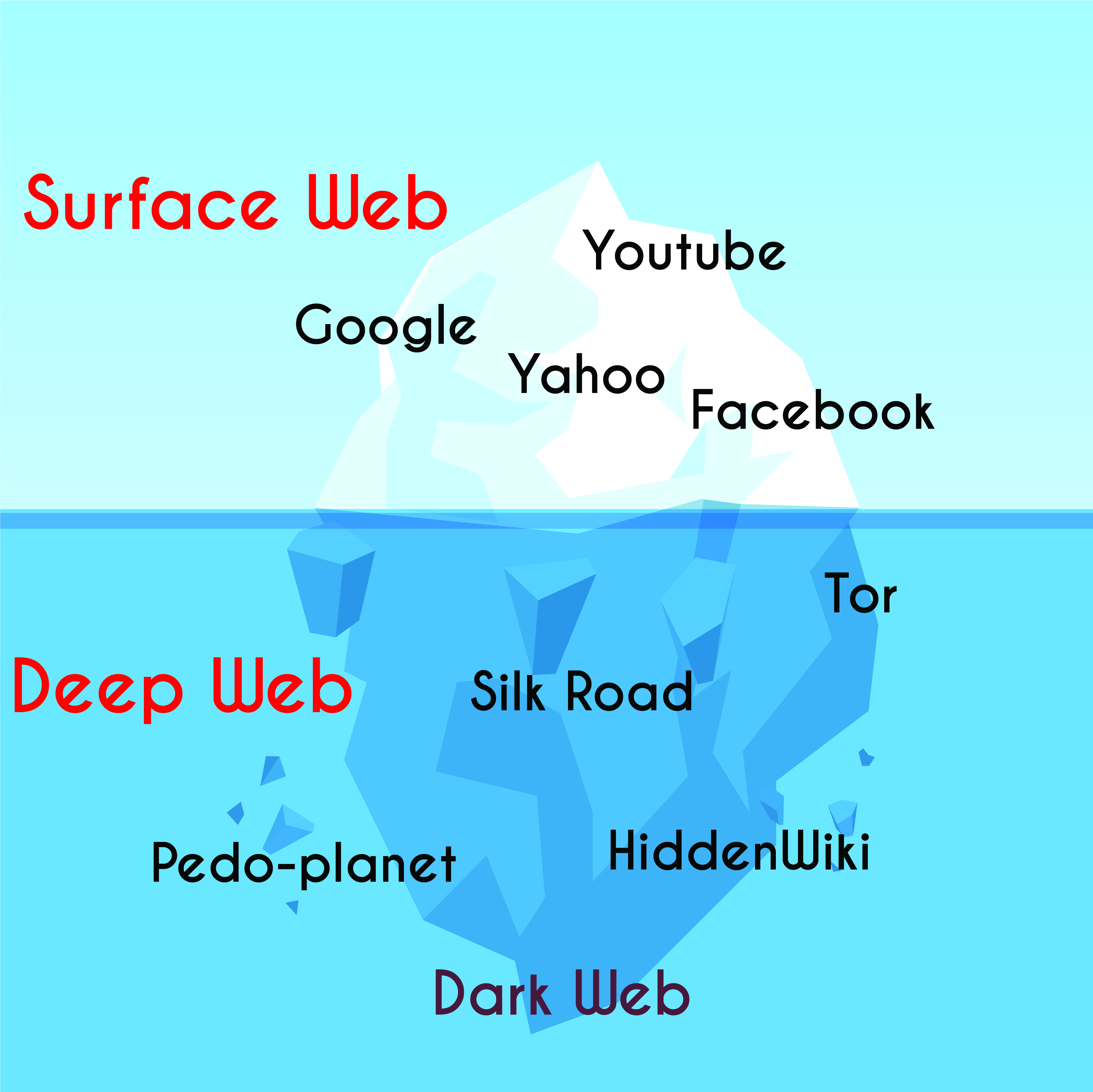
Web Superficial y Web Profunda

La internet profunda es un conjunto de sitios web y bases de datos que buscadores comunes no pueden encontrar ya que no están indexadas. El contenido que se puede hallar dentro de la internet profunda es muy amplio.
El internet se ve dividido en dos ramas, la internet profunda y la superficial. La internet superficial se compone de páginas indexadas en servidores DNS con una alfabetización y codificación de página perfectamente entendible por los motores de búsqueda, mientras que la internet profunda está compuesta de páginas cuyos dominios están registrados con extensiones .onion y los nombres de los dominios están codificados en una trama hash. Estas páginas se sirven de forma ad hoc, y no necesitan registrarse, basta con que tu ordenador tenga funcionando un servicio onion, que hará las veces de un servicio dns, pero especial para las páginas del internet profundo. Mediante una red P2P, se replican las bases de datos que contienen la resolución de nombres hash. 
Mientras que las páginas normales son identificadas mediante el protocolo UDP/IP, las páginas .onion son repetidas por el ramal al que se ha conectado el navegador especializado para tal sistema de navegación segura. El sistema de búsqueda es el mismo que usa BitTorrent. El contenido se coloca en una base de datos y se proporciona solamente cuando lo solicite el usuario.
En 2010 se estimó que la información que se encuentra en la internet profunda es de 7500 terabytes, lo que equivale a aproximadamente 550 billones de documentos individuales. En comparación, se estima que la internet superficial contiene solo 19 terabytes de contenido y un billón de documentos individuales.
También en 2010 se estimó que existían más de 200 000 sitios en la internet profunda.
Estimaciones basadas en la extrapolación de un estudio de la Universidad de California en Berkeley especula que actualmente la internet profunda debe tener unos 91 000 terabytes.
La Association for Computing Machinery (ACM) publicó en 2007 que Google y Yahoo indexaban el 32 % de los objetos de la internet profunda, y MSN tenía la cobertura más pequeña con el 11 %. Sin embargo, la cobertura de los tres motores era de 37 %, lo que indicaba que estaban indexando casi los mismos objetos.

## Internet académica invisible
Se denomina Internet Académica Invisible o Academic Invisible Web (AIW) al conjunto de bases de datos y colecciones relevantes para la academia, o con fines académicos, que no es posible ser buscado por los motores de búsqueda convencionales. La preocupación sobre este tema radica en que millones de documentos permanecen invisibles frente a los ojos de los usuarios convencionales. Dentro de estos documentos se pueden encontrar artículos, libros, reportes, documentos de acceso abierto, datos de encuestas, entre otros. El problema con los motores de búsqueda convencionales es que no muestran aquellos datos que cambian constantemente, como información climática o imágenes satelitales y dicha información, al cambiar de manera tan rápida es imposible de ser indexada por lo que restringe su aparición en los motores de búsqueda convencionales.
Una aproximación al indexamiento y apertura de la Internet académica invisible son los motores de búsqueda que se centran en información académica, como Google Scholar o Scirus. El problema de estos motores de búsqueda mencionados anteriormente es que fueron creados por compañías comerciales. El portal de ciencia Vascoda ha demostrado ser la alternativa más efectiva para eliminar el espacio entre la Internet académica visible e invisible ya que integra bases de datos de literatura, colecciones de bibliotecas y demás contenido académico mediante un indexamiento basado en el uso de las etiquetas de cada uno de los dominios que albergan dicha información.
Cabe resaltar que no toda la ausencia de esta información en la Internet Visible se debe a los motores de búsqueda, otro de estos factores se debe a que algunos de estos documentos son propiedad de editoriales de base de datos.

### Tamaño de la Internet académica invisible
El intento más acertado por realizar una medición de la cantidad de documentos académicos presentes en la web invisible fue realizado por Bergman en 2001 en su estudio The Deep Web: Surfacing Hideen Value. En dicha investigación Bergman realizó un listado de los 60 sitios académicos más largos de la Deep Web entre los que se encontraba el National Climatic Data Center (NOAA), NASA EOSDIS, National Oceanographic (combined with Geophysical) Data Center (NOAA), entre otras.
| Nombre                                                                | Tipo              | Tamaño (GBs) |
| --------------------------------------------------------------------- | ----------------- | ------------ |
| National Climatic Data Center (NOAA)                                  | Público           | 366,000      |
| NASA EOSDIS                                                           | Público           | 219,600      |
| National Oceanographic (combined with Geophysical) Data Center (NOAA) | Público/Pago      | 32,940       |
| DBT Online                                                            | Pago              | 30,500       |
| Alexa                                                                 | Público (parcial) | 15,860       |
| Right-to-Know Network (RTK Net)                                       | Público           | 14,640       |
| Lexis-Nexis                                                           | Pago              | 12,200       |
| Dialog                                                                | Pago              | 10,980       |
| Genealogy - ancestry.com                                              | Pago              | 6,500        |
| MP3.com                                                               | Público           | 4,300        |
| Terraserver                                                           | Público/Pago      | 4,270        |
| ProQuest Direct (incl. Digital Vault)                                 | Pago              | 3,172        |
| Dun & Bradstreet                                                      | Pago              | 3,113        |
| Westlaw                                                               | Pago              | 2,684        |
| Dow Jones News Retrieval                                              | Pago              | 2,684        |
| HEASARC (High Energy Astrophysics Science Archive Research Center)    | Público           | 2,562        |
| US PTO - Trademarks + Patents                                         | Público           | 2,440        |
| Informedia (Carnegie Mellon Univ.)                                    | Público           | 1,830        |
| infoUSA                                                               | Pago/Público      | 1,584        |
| Alexandria Digital Library                                            | Público           | 1,220        |
| JSTOR Project                                                         | Limitado          | 1,220        |
| 10K Search Wizard                                                     | Público           | 769          |
| UC Berkeley Digital Library Project                                   | Público           | 766          |
| SEC Edgar                                                             | Público           | 610          |
| US Census                                                             | Público           | 610          |
| Elsevier Press                                                        | Pago              | 570          |
| NCI CancerNet Database                                                | Público           | 488          |
| EBSCO                                                                 | Pago              | 481          |
| Amazon.com                                                            | Público           | 461          |
| IBM Patent Center                                                     | Público/Privado   | 345          |
| NASA Image Exchange                                                   | Público           | 337          |
| Springer-Verlag                                                       | Pago              | 221          |
| InfoUSA.com                                                           | Público/Privado   | 195          |
| OVID Technologies                                                     | Pago              | 191          |
| Investext                                                             | Pago              | 157          |
| Blackwell Science                                                     | Pago              | 146          |
| Betterwhois (muchos similares)                                        | Público           | 152          |
| GPO Access                                                            | Público           | 146          |
| Adobe PDF Search                                                      | Público           | 143          |
| Internet Auction List                                                 | Público           | 130          |
| Commerce, Inc.                                                        | Público           | 122          |
| Library of Congress Online Catalog                                    | Público           | 116          |
| GenServ                                                               | Pago              | 106          |
| Academic Press IDEAL                                                  | Pago              | 104          |
| Sunsite Europe                                                        | Público           | 98           |
| Uncover Periodical DB                                                 | Público/Pago      | 97           |
| Astronomer's Bazaar                                                   | Público           | 94           |
| eBay.com                                                              | Público           | 82           |
| Tradecompass                                                          | Pago              | 61           |
| REALTOR.com Real Estate Search                                        | Público           | 60           |
| Federal Express                                                       | Público           | 53           |
| Integrum                                                              | Público/Privado   | 49           |
| NIH PubMed                                                            | Público           | 41           |
| Visual Woman (NIH)                                                    | Público           | 40           |
| AutoTrader.com                                                        | Público           | 39           |
| UPS                                                                   | Público           | 33           |
| NIH GenBank                                                           | Público           | 31           |
| AustLi (Australasian Legal Information Institute)                     | Público           | 24           |
| Digital Library Program (UVa)                                         | Público           | 21           |
| INSPEC                                                                | Pago              | 16           |
| Subtotal fuentes públicas y mixtas                                    |                   | 673,035      |
| Subtotal fuentes pagas                                                |                   | 75.469       |
| TOTAL                                                                 |                   | 748,504      |

El problema con dicha medición es que se realizó por el tamaño de la página (en GB) mas no por la cantidad de artículos publicados. No obstante dicha cantidad expresaba que se albergaba más de 700TB (700,000 GB) de información que no está expuesta en la Internet superficial.
Esta información es complementada por Lewandosky adicionando datos de la Gale Directory of Databases los cuales fueron comparados con los datos de Bergman. En dicho directorio se aproximó que existe un total de 18.92 billones de documentos académicos en total.

## Rastreo de laDeep Web

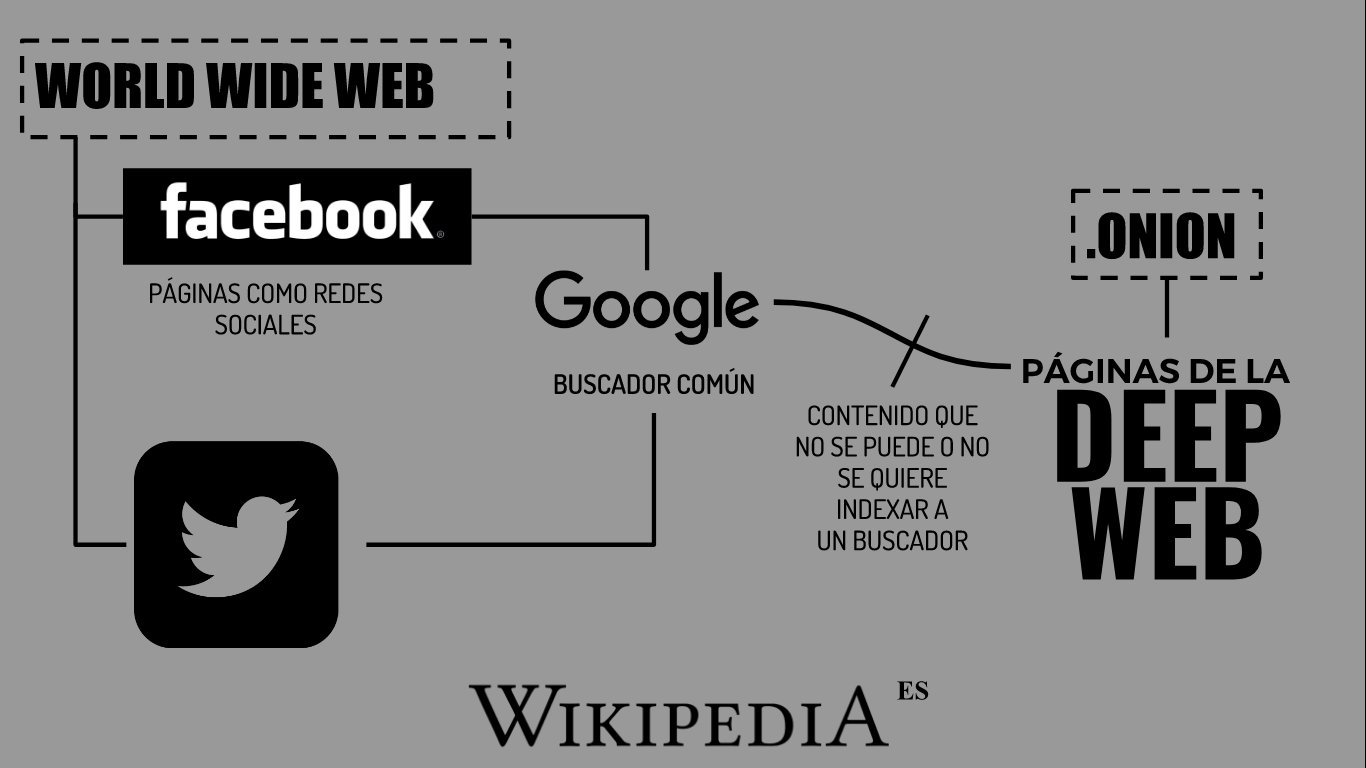
Infografía sobre la deep web

Los motores de búsqueda comerciales han comenzado a explorar métodos alternativos para rastrear la Web profunda. El Protocolo del sitio (primero desarrollado e introducido por Google en 2005) y OAI son mecanismos que permiten a los motores de búsqueda y otras partes interesadas descubrir recursos de la internet profunda en los servidores web en particular. Ambos mecanismos permiten que los servidores web anuncien las direcciones URL que se puede acceder a ellos, lo que permite la detección automática de los recursos que no están directamente vinculados a la Web de la superficie. El sistema de búsqueda de la Web profunda de Google pre-calcula las entregas de cada formulario HTML y agrega a las páginas HTML resultantes en el índice del motor de búsqueda de Google. Los resultados surgidos arrojaron mil consultas por segundo al contenido de la Web profunda. Este sistema se realiza utilizando tres algoritmos claves:
- La selección de valores de entrada, para que las entradas de búsqueda de texto acepten palabras clave.
- La identificación de los insumos que aceptan solo valores específicos (por ejemplo, fecha).
- La selección de un pequeño número de combinaciones de entrada que generan URLs adecuadas para su inclusión en el índice de búsqueda Web.

## Métodos de profundización

### Las arañas (web crawlers)
Cuando se ingresa a un buscador y se realiza una consulta, el buscador no recorre la totalidad de internet en busca de las posibles respuestas, sino que busca en su propia base de datos, que ha sido generada e indexada previamente. Se utiliza el término «araña web» (en inglés web crawler) o robots (por software, comúnmente llamados «bots») inteligentes que van haciendo búsquedas por enlaces de hipertexto de página en página, registrando la información ahí disponible. 

Cuando una persona realiza una consulta, el buscador no recorre la totalidad de internet en busca de las posibles respuestas, lo cual supondría una capacidad de reacción bastante lenta. Lo que hace es buscar en su propia base de datos, que ha sido generada e indizada previamente. En sus labores de búsqueda, indización y catalogación, utilizan las llamadas arañas (o robots inteligentes) que van saltando de una página web a otra siguiendo los enlaces de hipertexto y registran la información allí disponible.

[...] datos que se generan en tiempo real, como pueden ser valores de Bolsa, información del tiempo, horarios de trenes.

El contenido que existe dentro de la internet profunda es en muy raras ocasiones mostrado como resultado en los motores de búsqueda, ya que las «arañas» no rastrean bases de datos ni los extraen. Las arañas no pueden tener acceso a páginas protegidas con contraseñas, algunos desarrolladores que no desean que sus páginas sean encontradas insertan etiquetas especiales en el código para evitar que sea indexada. Las «arañas» son incapaces de mostrar páginas que no estén creadas en lenguaje HTML, ni tampoco puede leer enlaces que incluyen un signo de interrogación. Pero ahora sitios web no creados con HTML o con signos de interrogación están siendo indexados por algunos motores de búsqueda. Sin embargo, se calcula que incluso con estos buscadores más avanzados solo se logra alcanzar el 16 % de la información disponible en la internet profunda. Existen diferentes técnicas de búsqueda para extraer contenido de la internet profunda como librerías de bases de datos o simplemente conocer el URL al que quieres acceder y escribirlo manualmente.

### Tor

Logo de Tor

The Onion Router (abreviado como TOR) es un proyecto diseñado e implementado por la marina de los Estados Unidos lanzado el 20 de septiembre de 2002. Posteriormente fue patrocinado por la EFF (Electronic Frontier Foundation, una organización en defensa de los derechos digitales). Al presente (2022), subsiste como The Tor Project, una organización sin ánimo de lucro galardonada en 2011 por la Free Software Foundation por permitir que millones de personas en el mundo tengan libertad de acceso y expresión en internet manteniendo su privacidad y anonimato.
A diferencia de los navegadores de internet convencionales, Tor le permite a los usuarios navegar por la Web de forma anónima. Tor es descargado de 30 millones a 50 millones de veces al año, hay 0,8 millones de usuarios diarios de Tor y un incremento del 20 % solamente en 2013. Tor puede acceder a unos 6 500 sitios web ocultos.
Cuando se ejecuta el software de Tor, para acceder a la internet profunda, los datos de la computadora se cifran en capas. El software envía los datos a través de una red de enlaces a otros equipos ―llamados en inglés «relays» (‘nodos’)― y lo va retransmitiendo quitando una capa antes de retransmitirlo de nuevo, esta trayectoria cambia con frecuencia. Tor cuenta con más de 4 000 retransmisiones y todos los datos cifrados pasan a través de ―por lo menos― tres de estos relays. Una vez que la última capa de cifrado es retirado por un nodo de salida, se conecta a la página web que desea visitar.
El contenido que puede ser encontrado dentro de la internet profunda es muy vasto, se encuentran por ejemplo, datos que se generan en tiempo real, como pueden ser valores de Bolsa, información del tiempo, horarios de trenes, bases de datos sobre agencias de inteligencia, disidentes políticos y contenidos criminales.

### Criptomoneda

Logo de Bitcoin, una criptomoneda

Es posible encontrar sitios web que realicen transacciones ilegales (como drogas, armas, o incluso sicarios) en servidores exclusivos para usuarios de Tor. Es una práctica común utilizar monedas digitales como el Bitcoin que se intercambia a través de billeteras digitales entre el usuario y el vendedor, lo que hace que sea prácticamente imposible de rastrear.
Vale la pena acotar que salvo por excepciones de algunos mercados como Silk Road, The Trade Route, o Wall Street Market, la mayor parte del comercio en la deep web se constituye a base de ofertas engañosas y fraudes en general, existe una gran tendencia a satanizar a comunidades que buscan la libertad de expresión y el anonimato, en el mundo hispano-hablante esta tendencia fue originada por blogueros y youtubers que lejos de informar a las comunidades buscan crear escándalos amarillistas para obtener ingresos por conceptos de publicidad de sistemas como Adsense. En los últimos años se ha demostrado que el Bitcoin no es una criptomoneda segura cuando se trata de la confidencialidad de los datos de sus usuarios, motivo por el cual tendría poco sentido utilizarla en redes de anonimato como Tor, Freenet, o I2P, cuyos usuarios intentan alcanzar el clímax del anonimato, por lo cual no se puede descartar tampoco la intervención de empresas propagandistas que intentan aumentar el valor de mercado del bitcoin.

## Recursos de la internet profunda
Los recursos de la internet profunda pueden estar clasificados en las siguientes categorías:
- Contenido de acceso limitado: los sitios que limitan el acceso a sus páginas de una manera técnica (Por ejemplo, utilizando el estándar de exclusión de robots o captcha, que prohíben los motores de búsqueda de la navegación por y la creación de copias en caché.[25]
- Contenido dinámico: las páginas dinámicas que devuelven respuesta a una pregunta presentada o acceder a través de un formulario, especialmente si se utilizan elementos de entrada en el dominio abierto como campos de texto.
- Contenido no enlazado: páginas que no están conectadas con otras páginas, que pueden impedir que los programas de rastreo web tengan acceso al contenido. Este material se conoce como páginas sin enlaces entrantes.
- Contenido programado: páginas que solo son accesibles a través de enlaces producidos por JavaScript, así como el contenido descargado de manera dinámica a partir de los servidores web a través de soluciones de Flash o Ajax.
- Sin contenido HTML: contenido textual codificado en multimedia (imagen o video) archivos o formatos de archivo específicos no tratados por los motores de búsqueda.
- Web privada: los sitios que requieren de registro y de una contraseña para iniciar sesión
- Web contextual: páginas con contenidos diferentes para diferentes contextos de acceso (por ejemplo, los rangos de direcciones IP de clientes o secuencia de navegación anterior).